# 50 kilomètres marche aux championnats du monde d'athlétisme 2011
Navigation
Berlin 2009 Moscou 2013
L'épreuve du 50 kilomètres marche des championnats du monde de 2011 a lieu le 3 septembre 2011 dans la ville de Daegu en Corée du Sud. Elle est remportée par le Russe Denis Nizhegorodov après disqualification pour dopage de son compatriote Sergey Bakulin en 2015.

## Records et performances

### Records
Les records du 50 km marche hommes (mondial, des championnats et par continent) étaient avant les championnats 2011 les suivants.
| Record                    | Athlète             | Pays      | Temps           | Lieu                  | Date            |
| ------------------------- | ------------------- | --------- | --------------- | --------------------- | --------------- |
| Record du monde           | Denis Nizhegorodov  | Russie    | 3 h 34 min 14 s | Tcheboksary           | 11 mai 2008     |
| Record des championnats   | Robert Korzeniowski | Pologne   | 3 h 36 min 03 s | Paris Saint-Denis     | 27 août 2003    |
| Record d'Afrique          | Hatem Ghoula        | Tunisie   | 3 h 58 min 44 s | Santa Eularia des Riu | 4 mars 2007     |
| Record d'Asie             | Chaohong Yu         | Chine     | 3 h 36 min 06 s | Nanjing               | 22 octobre 2005 |
| Record d'Amérique du Nord | Raul González       | Mexique   | 3 h 41 min 20 s | Poděbrady             | 11 juin 1978    |
| Record d'Amérique du Sud  | Xavier Moreno       | Équateur  | 3 h 52 min 07 s | Rio de Janeiro        | 28 juillet 2007 |
| Record d'Europe           | Denis Nizhegorodov  | Russie    | 3 h 34 min 14 s | Tcheboksary           | 11 mai 2008     |
| Record d'Océanie          | Nathan Deakes       | Australie | 3 h 35 min 47 s | Geelong               | 2 décembre 2006 |

### Meilleures performances de l'année 2011
Les dix athlètes les plus rapides de l'année sont, avant les championnats (au 14 août 2011), les suivants.
|    | Athlète            | Pays      | Temps           | Date          |
| -- | ------------------ | --------- | --------------- | ------------- |
| 1  | Yohan Diniz        | France    | 3 h 35 min 27 s | 12 mars 2011  |
| 2  | Sergey Bakulin     | Russie    | 3 h 38 min 46 s | 12 juin 2011  |
| 3  | Si Tianfeng        | Chine     | 3 h 38 min 48 s | 24 avril 2011 |
| 4  | Matej Tóth         | Slovaquie | 3 h 39 min 46 s | 26 mars 2011  |
| 5  | Xu Faguang         | Chine     | 3 h 42 min 20 s | 24 avril 2011 |
| 6  | Yury Andronov      | Russie    | 3 h 42 min 25 s | 12 juin 2011  |
| 7  | Li Jianbo          | Chine     | 3 h 43 min 38 s | 24 avril 2011 |
| 8  | Koichiro Morioka   | Japon     | 3 h 44 min 45 s | 17 avril 2011 |
| 9  | Horacio Nava       | Mexique   | 3 h 45 min 29 s | 12 juin 2011  |
| 10 | Denis Nizhegorodov | Russie    | 3 h 45 min 58 s | 21 mai 2011   |

## Médaillés
| Or                       | Argent              | Bronze            |
| Denis Nizhegorodov (RUS) | Jared Tallent (AUS) | Si Tianfeng (CHN) |

## Critères de qualification
Pour se qualifier pour les Championnats, il fallait avoir réalisé moins de 3 h 58 min 00 s (finale A) et 4 h 09 min 00 s (finale B) entre le 1er janvier 2010 et le 15 août 2011.

## Résultats
| Rang               | Athlète                  | Nationalité  | Temps           | Notes |
| ------------------ | ------------------------ | ------------ | --------------- | ----- |
| —                  | Sergey Bakulin           | Russie       |                 | DQ    |
| Médaille d'or      | Denis Nizhegorodov       | Russie       | 3 h 42 min 45 s | SB    |
| Médaille d'argent  | Jared Tallent            | Australie    | 3 h 43 min 36 s | SB    |
| Médaille de bronze | Si Tianfeng              | Chine        | 3 h 44 min 40 s |       |
| 4                  | Luke Adams               | Australie    | 3 h 45 min 31 s | SB    |
| 5                  | Kōichirō Morioka         | Japon        | 3 h 46 min 21 s |       |
| 6                  | Park Chil-sung           | Corée du Sud | 3 h 47 min 13 s | NR    |
| 7                  | Xu Faguang               | Chine        | 3 h 47 min 19 s |       |
| 8                  | Takayuki Tanii           | Japon        | 3 h 48 min 03 s | SB    |
| 9                  | Hirooki Arai             | Japon        | 3 h 48 min 40 s | PB    |
| 10                 | Andrés Chocho            | Équateur     | 3 h 49 min 32 s | AR    |
| 11                 | Marco De Luca            | Italie       | 3 h 49 min 40 s | SB    |
| 12                 | Rafał Sikora             | Pologne      | 3 h 50 min 24 s |       |
| 13                 | Kim Dong-young           | Corée du Sud | 3 h 51 min 12 s | PB    |
| 14                 | Jarkko Kinnunen          | Finlande     | 3 h 52 min 32 s | SB    |
| 15                 | Jean-Jacques Nkouloukidi | Italie       | 3 h 52 min 35 s | PB    |
| 16                 | Trond Nymark             | Norvège      | 3 h 54 min 26 s | SB    |
| 17                 | Édgar Hernández          | Mexique      | 3 h 54 min 46 s | SB    |
| 18                 | José Leyver Ojeda        | Mexique      | 3 h 55 min 37 s |       |
| 19                 | Oleksiy Kazanin          | Ukraine      | 3 h 56 min 18 s | SB    |

## Légende
Records et Performances
- AR : Record continental (area record)
- CR : Record des championnats (championship record)
- MR : Record du meeting (meet record)
- NR : Record national (national record)
- OR : Record olympique (olympic record)
- PR : Record paralympique (paralympic record)
- PB : Record personnel (personal best)
- SB : Meilleure performance personnelle de la saison (season's best)
- WL : Meilleure performance mondiale de l'année (world leader)
- WJR : Record du monde junior (world junior record)
- WR : Record du monde (world record)

Circonstances et Conditions
- DNF : N'a pas terminé (did not finish)
- DNS : N'a pas pris le départ (did not start)
- DQ : Disqualification (disqualification)
- NM : Aucun essai valable enregistré (No Mark)
- Q : Qualifié « directement » au prochain tour (ou à la prochaine compétition), lors d'une compétition majeure, grâce au classement ou à la réalisation des minima (automatic qualifier)
- q : Qualifié au prochain tour (ou à la prochaine compétition), lors d'une compétition majeure, grâce au repêchage ou à la réalisation de l'une des meilleures performances parmi celles des « non qualifiés directement » (grâce au meilleur temps ou à la meilleure distance par exemple) (secondary qualifier)